# SGRAPA
SGRAPA（スグラパ）は、株式会社正進社がCSR活動の一環で公開している無料のグラフ作成ソフトである。

## 概要
中学校数学で学習する範囲の統計図表（統計グラフ）が簡単に作成できる。作成した表やグラフは編集でき、画像ファイルのダウンロードやデータの保存・読み込みも可能である。
なお、ダウンロード版のほかに、ブラウザ上で使えるインターネット版もある。

## 作成可能な統計図表
度数分布表
度数、相対度数、階級値、階級値×度数、累積度数、累積相対度数の表示。
ヒストグラム
ヒストグラム、度数分布折れ線（度数分布多角形）、平均値、中央値、最頻値、最小値、最大値、累積相対度数の折れ線、四分位数、箱ひげ図の表示。
箱ひげ図
平均値、外れ値の表示。
ドットプロット
平均値、中央値、最頻値、最小値、最大値、四分位数の表示。

## 使用可能な関数
- AVERAGE関数（平均値）
- MEDIAN関数（中央値）
- MODE関数（最頻値）
- MIN関数（最小値）
- MAX関数（最大値）
- QUARTILE関数（四分位数）
- SUM関数（合計）
- ROUND関数（四捨五入）
- RAND関数（乱数）

## バージョン履歴
| バージョン     | 備考 |
| -------------- | --- |
| SGRAPA ver.1.1 | - |
| SGRAPA ver.1.3 | グラフにドットプロットが追加/学年モードが選べる/入力セルで関数が使える                                       |
| SGRAPA ver.1.4 | ヒストグラムで、階級値による最頻値の表示が可能                                                               |
| SGRAPA ver.1.5 | 箱ひげ図、ヒストグラムで、グラフの見た目を細かく設定できるようになったタッチパネルを使ってグラフの作成が可能 |